# Alfred Biesiadecki
Alfred Biesiadecki (ur. 13 marca 1839 w Dukli, zm. 31 marca 1889 we Lwowie) – polski lekarz anatomopatolog, absolwent Uniwersytetu Wiedeńskiego, twórca patomorfologii skóry i pionier polskiej histopatologii, profesor Uniwersytetu Jagiellońskiego i kierownik referatu zdrowia publicznego („protomedyk”) w Namiestnictwie Galicji we Lwowie.

## Życiorys

### Wiedeń
W latach 1856–1857 studiował medycynę na uniw. Wiedniu, gdzie w 1862 roku został doktorem medycyny i chirurgii, a w 1863 magistrem położnictwa. W latach 1863–1865 pracował w szpitalu powszechnym jako sekundariusz. W 1865 roku został asystentem na Wydziale Lekarskim Uniwersytetu Wiedeńskiego. Wydziałem kierował wówczas prof. Karl von Rokitansky, który docenił zdolności naukowe i dydaktyczne A. Biesiadeckiego – po trzech latach asystentury zyskał on opinię najlepszego ucznia profesora. Pod jego kierunkiem wykonywali naukowe prace m.in. Pagenstecher z Heidelbergu, Kessel z Gießen, Worochin z Petersburga, Collins Warren i H. Derby z Bostonu oraz Haight i Young z Nowego Jorku.

### Kraków

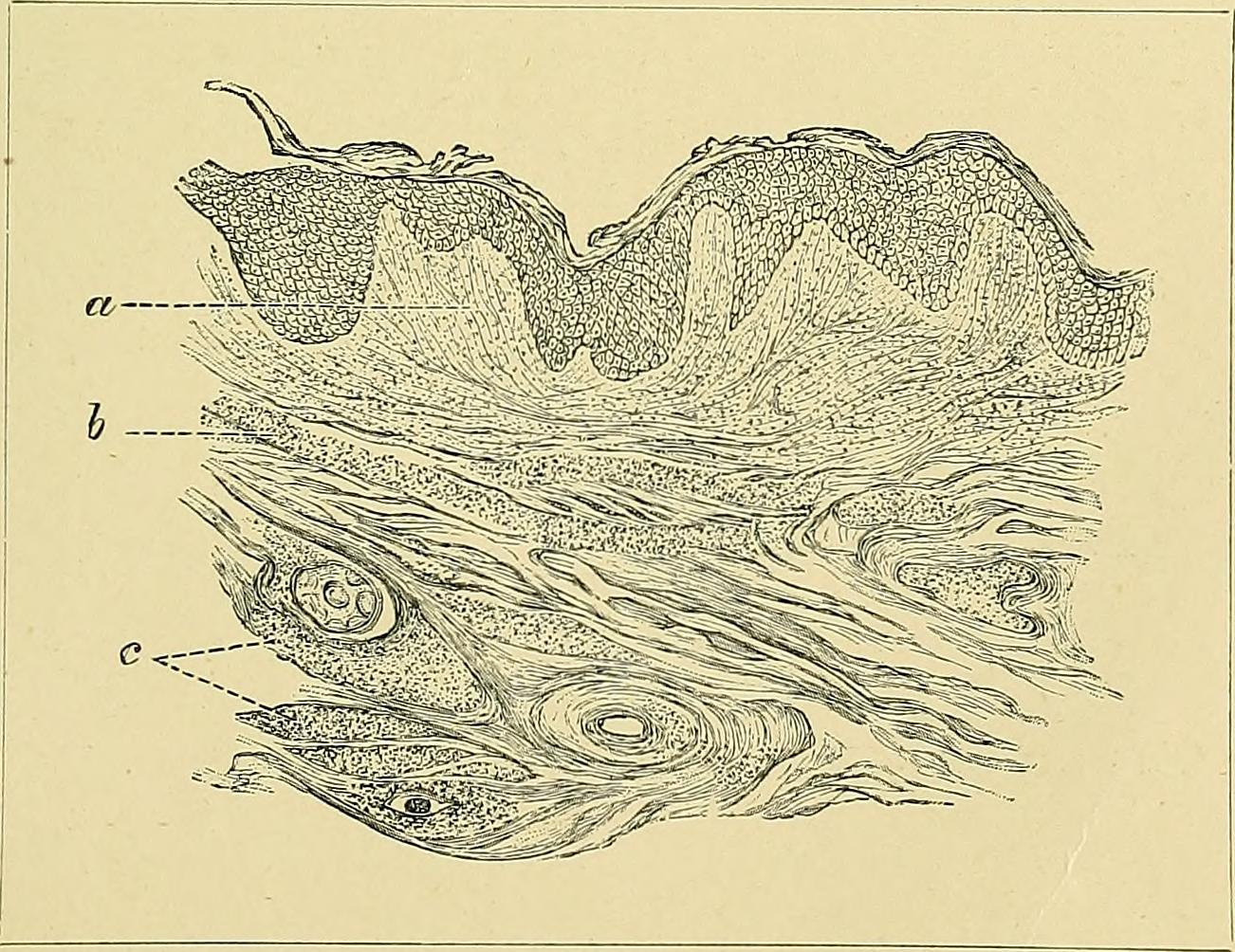
Ilustracja z książki Alfreda Coopera, Edwarda Cotterella (Syphilis 1895) z objaśnieniem odwołującym się do pracy Biesiadeckiego

Dzięki zdobytej w Wiedniu renomie, mając zaledwie 29 lat – został kierownikiem Katedry Anatomii Patologicznej UJ w Krakowie. Zastąpił na tym stanowisku prof. Ludwika Teichmanna, który objął właśnie Katedrę Anatomii Opisowej (zwolnioną w 1868 roku przez prof. Antoniego Kozubowskiego). 
W latach 1868–1876 był profesorem Uniwersytetu Jagiellońskiego i dziekanem Wydziału Lekarskiego w latach 1875–1876. W 1872 roku został członkiem Akademii Umiejętności. Jest autorem wydanej w tymże roku książki „Untersuchungen aus dem pathologisch-anatomischen Institute in Krakau” (Wiedeń 1872).  W pracy Anatomija patologiczna gruczołów skórnych (1874) przedstawił klasyczny opis zmian histopatologicznych gruczołów łojowych oraz histopatologiczno-kliniczny opis łojotokowych chorób skóry. Jest uznawany za pioniera polskiej histopatologii i światowej histopatologii skóry. 
Rezygnacja A. Biesiadeckiego ze stanowisk w Uniwersytecie Jagiellońskim była spowodowana odmową rządu na budowę zakładu na poziomie umożliwiającym właściwą realizację zadań. W okresie pracy w UJ wykształcił grono wysoko wyspecjalizowanych następców. Jego następcą w katedrze został Tadeusz Browicz. Drugi z najbliższych uczniów – L. Heigl – został prosektorem szpitala powiatowego we Lwowie, a następnie prof. nadzw. medycyny sądowej Uniwersytetu Lwowskiego. Był owacyjnie żegnany przez krakowską młodzież.

### Lwów
Dodatkową przyczynę porzucenia katedry przez A. Biesiadeckiego i przeniesienia do Lwowa wskazał Leon Wachholz w biografii opracowanej dla PSB z wykorzystaniem wspomnień Adama Czyżewicza („Kronika Uniwersytetu Jagiellońskiego” 1887, „Przegląd Lekarski” 1889):

…porzucił ją … zniechęcony odmową rządu zbudowania zakładu odpowiedniego celowi, a zarazem pociągnięty widokiem szerszej a pożytecznej dla kraju działalności na innem stanowisku.

Objął stanowisko "protomedyka"  tj. naczelnego referenta zdrowia publicznego w Namiestnictwie Galicyjskim we Lwowie. Organizował pracę lekarzy powiatowych, podjął starania o podniesienie poziomu higieny publicznej (por. historia i  służby sanitarno-epidemiologiczne po 1918 roku), współtworzył Szkołę Wererynaryjną i pierwszy zakład bakteriologiczny. Przyczynił się do utworzenia w Morszynie „Zdroju Wód Gorzkich”. Był przez wiele lat prezesem Galicyjskiego Towarzystwa Lekarskiego we Lwowie. Wspierał bibliotekę tegoż towarzystwa oraz działalność funduszu wsparcia wdów i sierot po lekarzach i założycielach. W 1879 roku przemawiał, w imieniu delegacji lekarzy polskich, w czasie uroczystego jubileuszu Józefa Ignacego Kraszewskiego, wyrażając życzenie, aby „przyszłe pokolenia wiedziały, że społeczność lekarska umie ocenić i uznać ten wzór znakomitego pisarza i obywatela”.

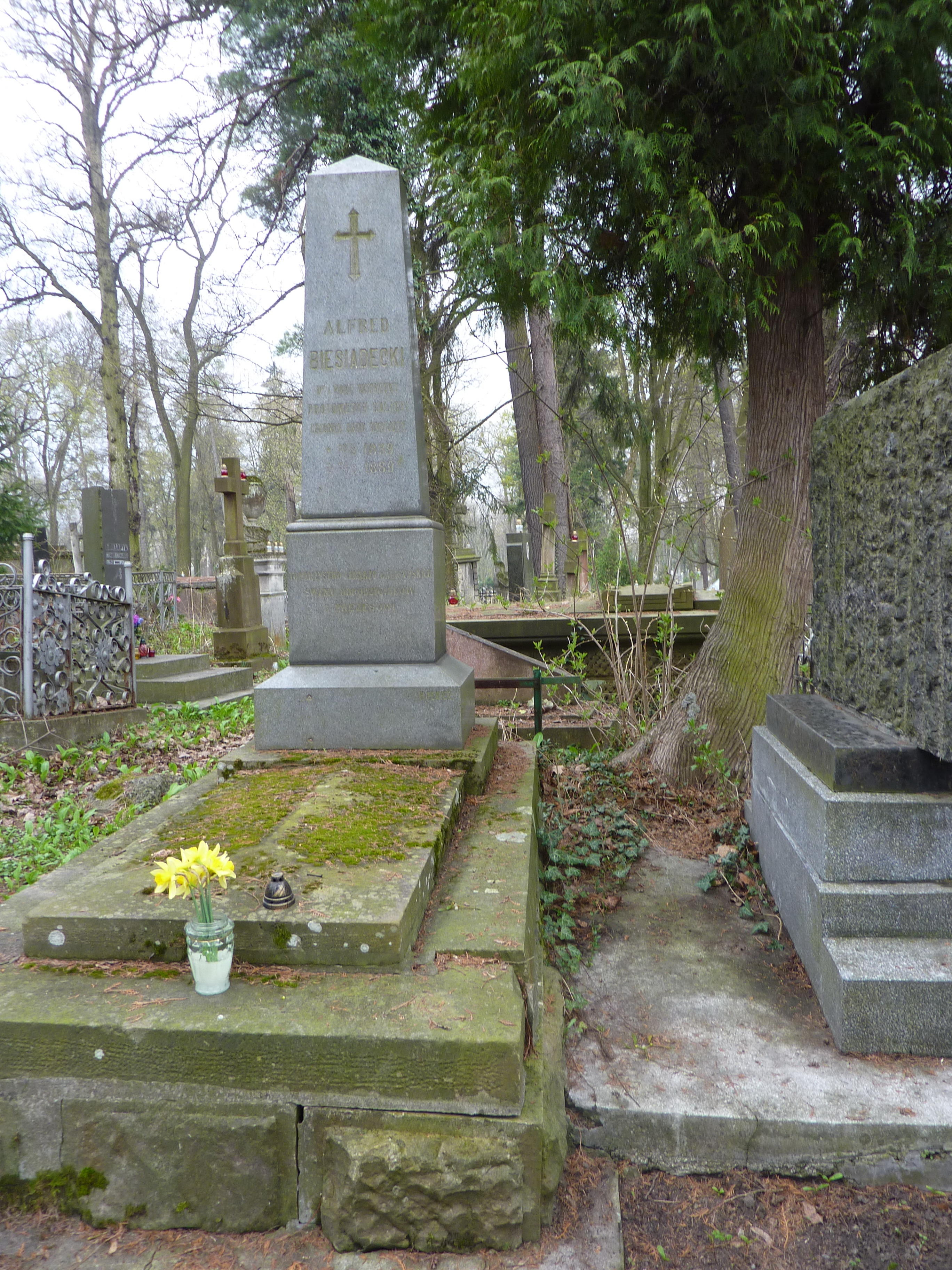
Grób Alfreda Biesiadeckiego
na Cmentarzu Łyczakowskim

Zyskał szerokie uznanie w latach 1878–1879, w okresie epidemii dżumy w Weltance nad Wołgą. W celu zbadania przebiegu epidemii odbył niebezpieczną wyprawę (wyniki obserwacji przedstawił w naukowym sprawozdaniu). Za bezinteresowne podjęcie się tego zadania otrzymał odznaczenia od rządów Austrii, Niemiec i Rosji.  W 1881 odznaczony Orderem Korony Żelaznej III klasy. Został upamiętniony ufundowaniem gipsowego popiersia.
Chorował na niewydolność nerek i różę. Zmarł w 1889 roku.

## Publikacje
Do 1868 roku ogłosił w "Sitzungsberichte der Kaiserlichen Akademie der Wissenschaften" (Wiedeń) kilka prac w języku niemieckim, m.in.:
- Über das Chiasma nerv. opitc. itd. (1860)
- Beitrag zür physiol. Anat. der Haut (1867)
- Ueber Blasenbildung bei Verbrennung der Haut (1868)

W czasie pobytu w Krakowie opublikował m.in.:
- Anatomja patologiczna skóry w: „Pamiętnik Krakowskiej Akademii Umiejętności”
- Przyczynek do anatomji fizjol. i patol. naczyń chłonicowych skóry w: „ Rocznik Towarzystwa Naukowego Krakowskiego” i „Przegląd Lekarski” 1871)

oraz prace o zatokach otrzewnowych, przepuklinie wewnętrznej, rzadkich wrodzonych wadach serca i inne.
W latach 1870 i 1871 została wydana w Lipsku monografia pt. Haut, Haare u. Näagel (Strickera «Gewebelehre»).